# Utopod
Utopod var en franskspråkig poddradio med inriktining på fantastiknoveller. Den var den första av sitt slag på franska.
Poddradion grundades i mars 2007 av Marc Tiefenauer och Lucas Moreno, två franskspråkiga schweizare. Tiefenauer lämnade projektet 2008, varefter Moreno blev ensam redaktör. Utopod publicerade många etablerade och prisbelönade författare, som lät poddsändningen använda deras noveller utan att behöva betala för dem. Poddradion lades ned 22 november 2010, efter att Moreno bestämt sig för att koncentrera sig på sitt eget skrivande.